# ادوارد آ. کال
ادوارد آ. کال (انگلیسی: Edward A. Kull؛ ۱۰ دسامبر ۱۸۸۵ – ۲۲ دسامبر ۱۹۴۶) یک فیلم‌بردار و کارگردان اهل ایالات متحده آمریکا بود.
وی بین سال‌های ۱۹۱۶ تا ۱۹۴۶ میلادی فعالیت می‌کرد و ۱۰۳ فیلم را فیلم‌برداری و ۴۳ فیلم را کارگردانی کرده است.
از فیلم‌های مشهور او می‌توان به ماجراهای جدید تارزان اشاره نمود.